# چاتور سینگ دو ستاره
چاتور سینگ دو ستاره (به هندی: Chatur Singh Two Star) فیلمی محصول سال ۲۰۱۱ و به کارگردانی آجی چاندوک است. در این فیلم بازیگرانی همچون سانجی دات، آمیشا پاتل، سورش منون، انوپم کهیر، ساتیش کایشیک، شاکتی کاپور، گلشن گروور و راتی آگنیهوتری ایفای نقش کرده‌اند.